# Portfolio
Il portfolio è l'elenco dei lavori svolti da un professionista (ad esempio un architetto), eventualmente corredato di immagini esplicative.
Nei paesi di lingua anglosassone indicava una cartella o una busta di cuoio atta a contenere documenti di una certa importanza, ma anche, per estensione, il gabinetto di un ministro, cioè il suo dicastero (che in italiano è detto portafoglio). Il plurale in inglese è "portfolios". In italiano il sostantivo è invariabile e il plurale è "portfolio". Curiosamente in Italia si usa il termine inglese portfolio che a sua volta deriva dall'italiano portafoglio, di cui ha tutti i significati e che quindi può essere usato in alternativa.

## Scuola italiana
Nel sistema scolastico italiano riformato il portfolio delle competenze è strumento unitario che raccoglie ordinatamente e stabilmente le documentazioni più significative del percorso scolastico dell'alunno, registrandone esiti e modalità di svolgimento del suo processo formativo,  e accompagnandolo dalla scuola dell'infanzia fino alla conclusione del 1° ciclo di istruzione per tracciare la sua "storia" e per offrirsi in ogni momento a supporto di analisi ragionate e condivise dei risultati ottenuti per i docenti, per l'alunno e per i suoi genitori.
Inoltre, i tradizionali documenti di valutazione personale dell'alunno, nonché la certificazione delle competenze acquisite e il consiglio d'orientamento, anche ai fini delle successive scelte da esercitare nell'ambito del diritto-dovere all'istruzione e formazione, dovranno convergere nel portfolio.

## Origini
Il portfolio è stato introdotto con il decreto legislativo 19 febbraio 2004, n. 59, applicativo della riforma Moratti per la scuola dell'infanzia e il primo ciclo. Questa parte che era prevista in forma cartacea e limitata rispetto al percorso scolastico complessivo degli alunni, è stata poco presa in considerazione dalla scuola italiana, che si è trovata poi in ritardo rispetto alle esperienze che si sono sviluppate in altri Paesi, soprattutto per quanto riguarda la trasformazione in portfolio elettronico, di facile uso e di notevole utilità.
Si tratta di strumenti di valutazione e autovalutazione che, secondo gli esperti, aumentano notevolmente il coinvolgimento degli studenti e la loro riflessione su ciò che apprendono. In questi ultimi anni si è provveduto a strutturare il portfolio in modo che divenisse un prodotto multimediale: l'e-portfolio.
L'e-portfolio viene implementato in formato elettronico e multi-iper-mediale, digitalizzando tutti i tipi di materiali prodotti attraverso una dettagliata documentazione fotografica e prevedendo collegamenti tra vari “oggetti” digitali. La caratteristica fondamentale diventa così la fruibilità “in rete” da parte più attori, considerando e rafforzando la specifica natura “dialogica” dello stesso portfolio. Si offre, in questo modo, la lettura “trasversale” e quindi una creazione condivisa a distanza.

## Pubblicità
In pubblicità il portfolio è la raccolta dei propri lavori che un illustratore presenta per documentare la propria abilità e le proprie competenze e ottenere un determinato incarico.